# Episodi di My Little Pony - L'amicizia è magica (settima stagione)
La settima stagione della serie d'animazione My Little Pony - L'amicizia è magica (My Little Pony: Friendship Is Magic) è iniziata ad andare in onda sul canale americano Discovery Family a partire dal 15 aprile 2017. La stagione è stata mandata in onda nel 2017 divisa in due tranche: la prima è stata trasmessa dal 15 aprile al 17 giugno, mentre la seconda dal 5 agosto al 28 ottobre.
La messa in onda in Italia della stagione è stata irregolare, come per le stagioni 4, 5 e 6. I primi 20 episodi sono andati in onda su Cartoonito dal 9 ottobre 2017 al pomeriggio ad eccezione dell'episodio 19 trasmesso la mattina senza alcun preavviso. I restanti 6 episodi sono andati in onda il 30 e 31 dicembre 2017.

## Nota sulla trasmissione di alcuni episodi

### Trasmissioni anticipate

#### In Canada
Gli episodi da Fluttershy Leans In a Not Asking for Trouble sono stati trasmessi in Canada in anticipo rispetto alle date statunitensi, dato che il canale canadese Treehouse TV ha trasmesso due episodi a settimana (uno il sabato e uno la domenica) contro il singolo episodio settimanale trasmesso su Discovery Family. Ad esempio l'episodio 5, Fluttershy Leans In, che è andato in onda negli USA il 6 maggio 2017, era stato trasmesso in Canada il 30 aprile 2017.

#### In Australia
Gli episodi Discordant Harmony e The Perfect Pear sono stati trasmessi sulle reti australiane, rispettivamente, il 20 e il 21 giugno 2017, in anticipo di oltre un mese rispetto alla programmazione statunitense.

#### In Russia
L'episodio A Health of Information è andato in onda in Russia il 18 settembre 2017. 

#### In Polonia
Gli episodi Umcommon Bond, Shadow Play - Part 1 e Shadow Play - Part 2 sono andati in onda in Polonia il 19 e 20 ottobre 2017, in anticipo rispetto alle reti statunitensi. 

#### Su YouTube
L'Episodio Daring Done? è stato pubblicato su YouTube il 3 settembre 2017, per poi andare regolarmente in onda su Discovery Family il 9 settembre 2017. 
Gli ultimi quattro episodi sono stati pubblicati su YouTube il 7 ottobre 2017. 

### Ordine di trasmissione su Cartoonito
In Italia l'episodio Daring Done? è andato in onda il 1º novembre 2017, A Health of Information il 2 novembre 2017 e To Change a Changeling il 3 novembre 2017. Questo perché Cartoonito segue l'ordine di produzione e non l'ordine di messa in onda americana.

## Lista episodi
| Sesta stagione | Ottava stagione |

| Episodio     | Titolo                                              | Titolo                            | Prima TV          | Prima TV         |
| # (tot) stag | italiano                                            | originale                         | Stati Uniti       | Italia           |
| ------------ | --------------------------------------------------- | --------------------------------- | ----------------- | ---------------- |
| (144) 1      | Un consiglio celestiale                             | Celestial Advice                  | 15 aprile 2017    | 9 ottobre 2017   |
| (145) 2      | Rabbia in bottiglia                                 | All Bottled Up                    | 15 aprile 2017    | 10 ottobre 2017  |
| (146) 3      | La zia migliore del mondo                           | A Flurry of Emotions              | 22 aprile 2017    | 11 ottobre 2017  |
| (147) 4      | Una solida amicizia                                 | Rock Solid Friendship             | 29 aprile 2017    | 12 ottobre 2017  |
| (148) 5      | Un rifugio per gli animali                          | Fluttershy Leans In               | 6 maggio 2017     | 13 ottobre 2017  |
| (149) 6      | Puledrina per sempre                                | Forever Filly                     | 13 maggio 2017    | 16 ottobre 2017  |
| (150) 7      | Super fan!                                          | Parental Glideance                | 20 maggio 2017    | 17 ottobre 2017  |
| (151) 8      | La dichiarazione d'amore                            | Hard to Say Anything              | 27 maggio 2017    | 18 ottobre 2017  |
| (152) 9      | La sincerità di Applejack                           | Honest Apple                      | 3 giugno 2017     | 19 ottobre 2017  |
| (153) 10     | Un problema reale                                   | A Royal Problem                   | 10 giugno 2017    | 20 ottobre 2017  |
| (154) 11     | Pink pony, Yak onorario                             | Not Asking for Trouble            | 17 giugno 2017    | 23 ottobre 2017  |
| (155) 12     | Armonia discordante                                 | Discordant Harmony                | 5 agosto 2017     | 24 ottobre 2017  |
| (156) 13     | Una macedonia perfetta                              | The Perfect Pear                  | 5 agosto 2017     | 25 ottobre 2017  |
| (157) 14     | Fama e sfortuna                                     | Fame and Misfortune               | 12 agosto 2017    | 26 ottobre 2017  |
| (158) 15     | Tripla minaccia                                     | Triple Threat                     | 19 agosto 2017    | 27 ottobre 2017  |
| (159) 16     | Storie attorno al fuoco                             | Campfire Tales                    | 26 agosto 2017    | 30 ottobre 2017  |
| (160) 17     | Mutare un mutante                                   | To Change a Changeling            | 2 settembre 2017  | 3 novembre 2017  |
| (161) 18     | La fine di Daring Do?                               | Daring Done?                      | 9 settembre 2017  | 1º novembre 2017 |
| (162) 19     | Non è la cosa più importante                        | It Isn't the Mane Thing About You | 16 settembre 2017 | 6 novembre 2017  |
| (163) 20     | Una palude di informazioni                          | A Health of Information           | 23 settembre 2017 | 2 novembre 2017  |
| (164) 21     | I Cutie Mark non sono per tutti                     | Marks and Recreation              | 30 settembre 2017 | 30 dicembre 2017 |
| (165) 22     | La crociera della principessa                       | Once Upon a Zeppelin              | 7 ottobre 2017    | 30 dicembre 2017 |
| (166) 23     | Torte e segreti                                     | Secrets and Pies                  | 14 ottobre 2017   | 30 dicembre 2017 |
| (167) 24     | Qualcosa in comune                                  | Uncommon Bond                     | 21 ottobre 2017   | 31 dicembre 2017 |
| (168) 25     | Il mistero dei pilastri di Equestria: Prima parte   | Shadow Play - Part 1              | 28 ottobre 2017   | 31 dicembre 2017 |
| (169) 26     | Il mistero dei pilastri di Equestria: Seconda parte | Shadow Play - Part 2              | 28 ottobre 2017   | 31 dicembre 2017 |

## Dettagli episodi

### Celestial Advice
- Titolo italiano (Cartoonito): Un consiglio celestiale
- Regia: Denny Lu
- Sceneggiatura: Joanna Lewis & Kristine Songco
- Storyboard: Michelle Ku & Tim Maltby

Spike parla con Starlight Glimmer a proposito dell'imminente cerimonia. Più tardi, decine di pony e changeling (ormai trasformati) si riuniscono per onorare Starlight, Trixie, Discord e Thorax per aver salvato Equestria da Queen Chrysalis. Oltretutto, ricevono una medaglia a forma di cuore come simbolo del grande coraggio dimostrato. Dopo la festa, Twilight chiede dei consigli a Princess Celestia, per decidere quale sarà il possibile futuro di Starlight Glimmer. Dopo aver consultato Celestia, Twilight si rende conto che ormai non ha più nulla da insegnare a Starlight e comincia a preoccuparsi, ma Princess Celestia la rassicura, confessandole che, anche lei, a sua volta, era preoccupata nel momento di decidere il futuro di Twilight. Dopo di che, si riuniscono tutti nuovamente per ascoltare cosa Twilight abbia deciso per la sua allieva, e lei confessa che ormai Starlight Glimmer è pronta per passare oltre, perché ha dimostrato di aver imparato davvero molte cose sull'amicizia. Così, dopo aver ringraziato Twilight, Starlight inizia ad allontanarsi, ma torna subito indietro ed abbraccia Twilight, dicendo di non essere ancora pronta ad andarsene. 

### All Bottled Up
- Titolo italiano (Cartoonito): Rabbia in bottiglia
- Regia: Denny Lu
- Sceneggiatura: Joanna Lewis & Kristine Songco
- Storyboard: Steve Lecoulliard & Kelli Bort

Mentre le Mane 6 sono fuori, Trixie teletrasporta la mappa di Twilight, ma nessuno sa dove sia finita. Nel frattempo Starlight inizia ad innervosirsi ed inizia a fuoriuscire del fumo rosso dal suo corno. Starlight allora usa un incantesimo calmante su sé stessa e il fumo rosso viene risucchiato in una bottiglia. Mentre Trixie e Starlight sono in giro per risolvere il mistero della mappa scomparsa, la bottiglia si rompe infettando così altri pony. Starlight usa un incantesimo su di loro per liberarli dalla magia oscura e dopo vari tentativi riesce nel suo intento. Nel frattempo le Mane 6 si divertono come non mai e in occasione, cantano una canzone sull'amicizia. Infine (per fortuna) Starlight e Trixie riescono a ripristinare la mappa, appena in tempo dal ritorno di Twilight e delle sue amiche.

### A Flurry of Emotions
- Titolo italiano (Cartoonito): La zia migliore del mondo
- Regia: Denny Lu & Tim Stuby
- Sceneggiatura: Sammie Crowley & Whitney Wetta
- Storyboard: Elise Stevens and Tim Maltby

Twilight Sparkle ha in programma di passare all'ospedale di Ponyville, pensando anche a dei regali ed a un libro da leggere per sollevare il morale dei puledrini malati. Più tardi Shining Armor e Princess Cadance chiedono a Twilight di guardare Flurry Heart, mentre loro sono ad una mostra d'arte. Twilight nonostante tutto accetta, volendo mantenere a tutti i costi il titolo di "miglior zia di sempre". Mentre Shining Armor e Cadance sono alla mostra, la piccola Flurry Heart combina tanti guai (al supermercato, a scuola, all'Angolo Zuccherino ed infine all'ospedale). Nonostante Twilight e Spike facciano di tutto per fermarla, Flurry Heart è troppo potente e perciò riesce anche a far levitare i pony e i letti dell'ospedale. Dopo quest'ultimo episodio Twilight perde la pazienza, facendo piangere Flurry Heart. Alla fine riesce di nuovo a riconquistare la fiducia di sua nipote, e quando i genitori vengono a riprenderla, lascia intendere che lei preferirebbe passare ancora del tempo con Twilight, facendole guadagnare il tanto atteso titolo di "miglior zia di sempre".

### Rock Solid Friendship
- Titolo italiano (Cartoonito): Una solida amicizia
- Regia: Denny Lu & Tim Stuby
- Sceneggiatura: Nick Confalone
- Storyboard: Sherann Johnson & Ward Jenkins

Maud conclude i suoi studi sul pietrorato e prende in considerazione di trasferirsi a Ponyville con grande gioia di Pinkie Pie. In realtà lei è indecisa tra Ponyville e Ghastly Gorge, perciò Pinkie Pie fa del tutto affinché lei scelga Ponyville. Quest'ultima la porta un po' in giro per la città per dimostrarle che ci sono rocce migliori per i suoi studi. Nel frattempo Starlight corre fuori dal castello e sbatte contro Maud. Le due si erano già incontrate in passato, quando Maud per preparare la sua tesi era andata al suo vecchio villaggio. Mentre Starlight e Maud esplorano una grotta, scoprono un luogo segreto, nascosto dietro una roccia gigante. Quella stessa notte Maud resta a dormire da Pinkie Pie, ma la mattina dopo di Maud non rimane traccia; al posto suo c'è un biglietto lasciato dalla stessa Maud che informa la sorella di essersi incamminata verso Ghastly Gorge. Pinkie Pie raggiunge Maud e la salva prima che venga mangiata da un'anguilla. Tornati a Ponyville, Maud afferma che ha deciso di trasferirsi a Ponyville, avendo scoperto una grotta interessante dove poter approfondire i suoi studi. 

### Fluttershy Leans In
- Titolo italiano (Cartoonito): Un rifugio per gli animali
- Regia: Denny Lu & Tim Stuby
- Sceneggiatura: Joanna Lewis & Kristine Songco
- Storyboard: Carrie Mombourquette, Dave Wiebe & Megan Willis

Fluttershy è determinata a realizzare il suo sogno in realtà, cioè costruire un rifugio per animali malati. Per fare ciò, si fa aiutare da pony molto speciali. I pony però cominciano a fare di testa loro e il loro operato non corrisponde al progetto iniziale. Fluttershy perde la calma e decide di farsi valere, e nel frattempo l'edificio crolla. Quando sembra che non ci sia più nulla da fare, i vari pony si impegnano a costruire un altro rifugio seguendo il progetto di Fluttershy. Alla fine, il rifugio si dimostra essere tale e quale a quello del disegno, con grossa felicità di Fluttershy e di tutti gli animali. 

### Forever Filly
- Titolo italiano (Cartoonito): Puledrina per sempre
- Regia: Denny Lu & Tim Stuby
- Sceneggiatura: Joanna Lewis & Kristine Songco
- Storyboard: Marta Demong & Desirae Salmark

Mentre Rarity lavora in una delle sue boutique, si rende conto che ultimamente ha trascurato Sweetie Belle. Decide così di farle una sorpresa e si mette in viaggio per Ponyville. Nel frattempo le Cutie Mark Crusaders aiutano Chipcutter a trovare il suo talento nascosto, che si rivela essere la scultura. Subito dopo, Zipporwhill chiede aiuto a loro per recuperare il rapporto d'amicizia con il suo cane, Ripley. Proprio nel momento più critico, appare Rarity pronta per passare un'intera giornata con Sweetie Belle, con tutte le sue attività preferite. Sweetie Belle però non sembra apprezzare le cose proposte dalla sorella (come travestirsi, o lo spettacolo di burattini) e le confessa che ormai è troppo grande per certe cose. Dopo essere scappata via, trova nella stessa situazione anche Zipporwhill (scappata dalle altre Cutie Mark Crusaders). Alla fine le Cutie Mark Crusaders capiscono che Ripley non vuole più giocare con la sua padroncina non perché non voglia più passare del tempo con lei, ma perché ora non è più un cucciolo. Rarity che assiste a questa scena di nascosto, capisce che lo stesso è accaduto con la sua sorellina e comprende che ormai non è più la puledrina di una volta. Alla fine le due si riappacificano e vanno a mangiare un gelato insieme, nel negozio preferito di Sweetie Belle quand'era piccola. 

### Parental Glideance
- Titolo italiano (Cartoonito): Super fan!
- Regia: Denny Lu & Tim Stuby
- Sceneggiatura: Joanna Lewis & Kristine Songco
- Storyboard: Kaylea Chard & Jae Harm

Scootaloo raggiunge Nuvola City per intervistare Rainbow Dash per un compito della scuola (che consiste nel scrivere una relazione sul proprio eroe preferito), ma si imbatte nei suoi genitori. Loro mostrano alla piccola Scootaloo tutte le medaglie e i trofei vinti dalla figlia. Quando Scootaloo non volendo, accenna che la figlia è diventata una Wonderbolt, i genitori ne restano sorpresi e decidono di andarla a trovare agli allenamenti e a tutte le prossime esibizioni. Tuttavia il loro tifo troppo esuberante, si dimostra imbarazzante per Rainbow Dash e alla fine aggredisce i suoi genitori aggiungendo anche che il motivo per cui non aveva detto di essere una Wonderbolt è proprio per evitare tifi imbarazzanti da parte loro. Scootaloo, che assiste alla scena, ne rimane delusa dal comportamento di Rainbow Dash e decide di scrivere una relazione su qualcun altro. Rainbow Dash la raggiunge e le spiega il motivo del suo comportamento. Quand'era piccola il troppo entusiasmo dei suoi genitori ha avuto ripercussioni, soprattutto perché esaltavano pure quando arrivava ultima a qualche gara. Scootaloo comprende a pieno i suoi disagi e decide di perdonarla. Intanto a Rainbow Dash viene un'idea su come farsi perdonare dai suoi genitori: creare uno spettacolo esclusivo dei Wonderbolts, e alla fine la perdonano. Qualche tempo dopo, Scootaloo presenta la sua relazione alla classe e prende un buon voto, mentre Rainbow Dash e i suoi genitori appaiono dalla finestra facendo un tifo imbarazzante. 

### Hard to Say Anything
- Titolo italiano (Cartoonito): La dichiarazione d'amore
- Regia: Denny Lu & Mike Myhre
- Sceneggiatura: Joanna Lewis & Kristine Songco
- Storyboard: Cory Toomey & Thalia Tomlinson

Mentre le Cutie Mark Crusaders si occupano di alcuni vecchi costumi, Big Mac si prepara per delle consegne al vecchio villaggio di Starlight Glimmer. Quando Apple Bloom sottolinea il fatto che Big Mac ultimamente sta andando spesso in quel villaggio, Big Mac arrossisce e così le Cutie Mark Crusaders capiscono che sta nascondendo qualcosa. All'arrivo al villaggio, le Crusaders (nascoste nel carretto) sorprendono Big Mac dare le mele a Sugar Belle e si accorgono che tra i due c'è affinità. Big Mac alla fine confessa alle Cutie Mark Crusaders di essersi preso una cotta per Sugar Belle e di essere molto imbarazzato nel rivelarsi. Le Crusaders lo convincono a farsi avanti, ma proprio quando si fa coraggio, viene scavalcato da Feather Bangs (un altro spasimante). Allora Sweetie Belle decide di applicare le storie di romanticismo, alla situazione di Big Mac, ricreando la situazione di "salvataggio di una damigella in pericolo". Tuttavia le cose non vanno come previsto in quanto Feather Bangs è sempre un passo avanti. Quando le cose cominciano a farsi difficili, Big Mac le canta una canzone, ma come al solito Feather Bangs si mette in mezzo. Con l'ansia di conquistare il cuore di Sugar Belle, esagerano, arrivando a romperle delle cose. Sugar Belle ormai arrabbiata, li caccia di casa. Qualche tempo dopo, con l'aiuto delle Cutie Mark Crusaders (col compito di distrarre Sugar Belle), Big Mac decide di farle una sorpresa, cioè ricostruire ciò che si è rotto. Quando Sugar Belle torna a casa, Big Mac finalmente le confessa i suoi sentimenti e i due si fidanzano. Quando Feather Bangs torna con un disperato tentativo di conquistare il cuore di Sugar Belle, le Cutie Mark Crusaders gli dicono che ormai ha già scelto Big Mac, tuttavia gli fanno notare che ci sono altre pony interessate a lui e decidono di aiutarlo a conquistarne una.

### Honest Apple
- Titolo italiano (Cartoonito): La sincerità di Applejack
- Regia: Denny Lu & Mike Myhre
- Sceneggiatura: Joanna Lewis & Kristine Songco
- Storyboard: Mike Alcock & Steve LeCouiliard

Con un concorso di moda imminente, Rarity è costretta a chiedere ad Applejack di essere giudice (oltre a Hoity Toity e Photo Finish). Più tardi i giudici incontrano i partecipanti al concorso e mentre Hoity Toity e Photo Finish sembrano apprezzare le loro creazioni, Applejack invece le trova orrende. Tutti rimangono senza parole nel sentire Applejack, ma Rarity li rassicura dicendo che la sua praticità era proprio quello che ci voleva. Il giorno successivo Applejack è ancora sulle sue idee ribadendo ancora una volta quello che pensava. Quando Photo Finish e Hoity Toity sono indecisi su due cinture (in apparenza identiche), Applejack sfoga la sua frustrazione e ammette che li trova ridicoli. Sentendosi offesi, se ne vanno e Rarity li segue in lacrime. Quest'ultima dà poi colpa ad Applejack, che a sua volta sostiene che è solo stata onesta come lei voleva e Rarity ribadisce che è stata offensiva. Quando Applejack ha capito il suo errore, le viene data un'altra possibilità e ammette che anche se lei non ama la moda, apprezza tutti gli sforzi che loro hanno fatto e viene infine perdonata. Intanto la gara finisce in un pareggio. 

### A Royal Problem
- Titolo italiano (Cartoonito): Un problema reale
- Regia: Denny Lu & Mike Myhre
- Sceneggiatura: Joanna Lewis & Kristine Songco
- Storyboard: Roxana Beiklik & Aynsley King

Starlight Glimmer viene inviata dalla mappa a risolvere un problema d'amicizia tra Princess Celestia e Princess Luna. Twilight si preoccupa che Starlight sbagli qualcosa e la segue. Nel frattempo Starlight scopre che le due principesse sono in conflitto: infatti ognuna di loro ritiene che il proprio lavoro sia più difficile del lavoro dell'altra. Questo costringe Starlight a scambiare i loro cutie mark per fare in modo che le sorelle cambino idea. Le principesse accettano l'idea di Starlight ma ben presto scoprono le difficoltà dei loro lavori: Luna scopre di quanto sia difficile andare a tutte le sue visite e Celestia capisce che ci si sente soli nel suo ruolo di guardiana della notte. Mentre controlla i sogni dei pony, Celestia trova Starlight che soffre di un incubo in cui il litigio tra le principesse è una battaglia tra le loro controparti malvagie: Nightmare Moon e l'alter ego di Celestia, Daybreaker. Con le due sorelle che ammettono che i loro lavori sono difficili allo stesso modo, Celestia riesce a disfare l'incubo di Starlight con il supporto di Luna prima che i loro cutie mark ritornino normali finendo il loro litigio.

### Not Asking for Trouble
- Titolo italiano (Cartoonito): Pink pony, Yak onorario
- Regia: Denny Lu & Mike Myhre
- Sceneggiatura: Joanna Lewis & Kristine Songco
- Storyboard: Jen Davreux & Megan Willis

Il principe degli yak, Rutherford e il resto degli yak, invitano Pinkie Pie nel loro villaggio per una cerimonia. Pinkie Pie è così entusiasta all'idea che decide di parlarne con le sue amiche e subito dopo si mette in viaggio su una mongolfiera. Poco dopo Rutherford le fa fare un tour del villaggio, mostrandole le loro abitudini e tradizioni. Poi gli yak accidentalmente creano una valanga e in pochi secondi l'intero villaggio si ritrova ricoperto dalla neve. Per Pinkie Pie c'è solo una cosa da fare: chiedere aiuto alle sue amiche per dare una mano a liberarsi di tutta questa neve!! Gli yak però, essendo orgogliosi, vogliono farcela da soli e purtroppo falliscono miseramente. Finiscono così nel fare tutte le loro attività preferite in mezzo alla neve e mangiare cibo fatto di neve. Quando Pinkie Pie insiste, gli yak la cacciano dal loro villaggio. Una volta tornata a Ponyville, Pinkie Pie spiega la situazione alle sue amiche e siccome gli yak non vogliono aiuti, le pony decidono di aiutarli di nascosto. La mattina dopo gli yak sono sorpresi nel trovare il loro villaggio come prima e il principe degli yak decide di onorare Pinkie Pie per essere stata così sensibile da averli aiutati nonostante tutto e le dà delle corna finte.

### Discordant Harmony
- Titolo italiano (Cartoonito): Armonia discordante
- Regia: Devon Cody
- Sceneggiatura: Joanna Lewis & Kristine Songco
- Storyboard: Marta Demong & Desirae Salmark

Fluttershy invita Discord per il tè settimanale. Quando Fluttershy dice di sentirsi stanca, Discord si rende conto che per lei è una fatica enorme organizzare i loro incontri settimanali e si offre di ospitare il prossimo incontro a casa sua. Fluttershy è molto emozionata all'idea, non solo in attesa della festa organizzata da Discord, ma anche di visitare la sua casa per la prima volta. Discord inizia a preoccuparsi che casa sua caotica com'è non sia abbastanza confortevole per una come Fluttershy e inizia a modificarla, rendendo la sua casa non caotica. Dopo che Fluttershy è arrivata, è sorpresa nello scoprire che Discord vive in una casa normalissima e non in mezzo al caos. Tutto d'un tratto Discord inizia a scomparire e ogni volta che mostra un comportamento "normale" svanisce sempre più. Fluttershy si è resa conto che la sua "normalità" lo sta distruggendo sempre più e inizia lei stessa ad essere caotica. Dopo che la casa è tornata caotica (grazie a Fluttershy), Discord torna di nuovo in pelle ed ossa. In realtà lui aveva paura che tra di loro non poteva esserci amicizia perché troppo diversi, ma Fluttershy lo rassicura. Dopo che le cose sono tornate normali, Discord e Fluttershy prendono il tè sul soffitto. 

### The Perfect Pear
- Titolo italiano (Cartoonito): Una macedonia perfetta
- Regia: Denny Lu & Mike Myhre
- Sceneggiatura: Joanna Lewis & Kristine Songco
- Storyboard: Kaylea Chard & Jae Harm

Apple Bloom va al mercato dove incontra un pony anziano chiamato Grand Pear che le regala un barattolo di marmellata di pere. Arrivata a casa però i suoi fratelli improvvisamente entrano nel panico e cercano in tutti i modi di nascondere quella marmellata. Applejack spiega così ad Apple Bloom che la famiglia Apple e la famiglia Pear sono in litigio ormai da tanti anni non sapendone però il reale motivo. I tre fratelli decidono di indagare sulla storia della loro famiglia. Vengono così a conoscenza che la loro madre era una Pear e che Grand Pear in realtà è il loro nonno. Attraverso storie raccontate dagli amici dei loro genitori, i fratelli apprendono della storia d'amore tra la madre e il padre, Bright Mac, che è complicata dai piani di Grand Pear di andarsene da Ponyville. Bright Mac e Pear Butter tengono una cerimonia di nozze segreta che viene scoperta dai genitori non appena si sposano. Pear Butter afferma il suo posto nella famiglia Apple e taglia i ponti con il padre quando lui si rifiuta di accettare il loro amore. Nel presente, i fratelli Apple organizzano un incontro tra Granny Smith e Grand Pear, consentendo ai loro nonni separati di scusarsi con loro per aver ferito la famiglia. Dopo la riconciliazione, la famiglia si riunisce per onorare i genitori.

### Fame and Misfortune
- Titolo italiano (Cartoonito): Fama e sfortuna
- Regia: Denny Lu & Mike Myhre
- Sceneggiatura: Joanna Lewis & Kristine Songco
- Storyboard: Cory Toomey & Thalia Tomlinson

Mentre Twilight cammina, viene intrappolata in una disputa tra due piccole pony, Toola Roola e Coconut Cream. Quando torna al castello trova il suo vecchio diario dove lei e le sue amiche scrivevano le loro lezioni di amicizia e lo mostra a Starlight Glimmer. Siccome il diario ormai è diventato vecchio, Starlight utilizza la sua magia per creare delle nuove copie. A Twilight le viene l'idea di creare moltissime copie e di distribuirle in tutta Ponyville, aiutando così i pony con problemi d'amicizia a risolverli. Tuttavia, le cose non vanno come previsto e le Mane 6 si ritrovano in mezzo ai guai, soprattutto quando i vari pony le danno l'assalto (sia in senso buono sia in senso cattivo). Quando tutte le amiche si riuniscono al castello di Twilight, i fans le seguono (continuando a discutere tra di loro). Twilight prova a farli ragionare senza però molto successo. Nel frattempo Starlight è andata a prendere le due puledrine che litigavano all'inizio e che ora sono ottime amiche, trasmettendo in qualche modo che prima o poi anche gli altri pony smetteranno di litigare.

### Triple Threat
- Titolo italiano (Cartoonito): Tripla minaccia
- Regia: Denny Lu & Mike Myhre
- Sceneggiatura: Joanna Lewis & Kristine Songco
- Storyboard: Nicole Wang & Dave Wiebe

Mentre Spike aspetta l'arrivo di Ember, appare Thorax (che è stato accidentalmente invitato lo stesso giorno). Spike teme che la personalità aggressiva e intimidatoria di Ember si scontri con la natura gentile e sensibile di Thorax così, proprio mentre Ember sta per arrivare, Thorax viene invitato da Twilight a visitare il suo castello. Nel frattempo Spike e Starlight accolgono Ember in città, ma spaventa alcuni cittadini col suo respiro infuocato. Ember domanda dove sia Twilight e Spike accidentalmente le dice che si trova nel Castello dell'Amicizia. Mentre Twilight è con Thorax, Spike la interrompe dicendole che ora anche Ember è nel castello. Subito dopo, Spike viene convocato dalla mappa per risolvere un problema d'amicizia. Chiede a Twilight e Starlight di tenere Ember e Thorax lontani, mentre lui va in giro a cercare problemi d'amicizia da risolvere. In città diversi pony sembrano avere dei problemi e quando Spike li risolve, si rende conto che la mappa non l'aveva chiamato per quelli. Un po' di tempo dopo, Ember e Thorax si incontrano, ma più che un incontro amichevole, sembra più uno scontro. Spike riesce finalmente ad ammettere che gli ha accidentalmente invitati lo stesso giorno e che ha fatto il possibile affinché i due non si sarebbero avvicinati. Infine fanno pace proprio grazie ai consigli che si sono dati l'uno all'altro e tutta Ponyville partecipa ai festeggiamenti che vede uniti i draghi ai mutanti. 

### Campfire Tales
- Titolo italiano (Cartoonito): Storie attorno al fuoco
- Regia: Denny Lu & Mike Myhre
- Sceneggiatura: Joanna Lewis & Kristine Songco
- Storyboard: Roxana Beiklik & Aynsley King

Mentre Applejack ed Apple Bloom stanno sistemando la tenda da campeggio, vengono raggiunte da Rainbow Dash, Rarity, Sweetie Belle e Scootaloo. Mentre stanno facendo un pic nic vengono attaccate dai fly-ders (cioè degli insetti metà mosche e metà ragni) e le ragazze sono costrette a ripararsi all'interno di una grotta. Per far passare un po' più di tempo, Applejack, Rainbow Dash e Rarity decidono di raccontare delle storie davanti al fuoco. La storia di Applejack racconta di un debole pony chiamato Rockhoof, che viene costantemente preso in giro da tutti. Un giorno si è trovato a scavare il terreno con la sua pala, mentre il vulcano lì vicino ha iniziato ad eruttare, mettendo in pericolo l'intero villaggio. All'improvviso un'energia magica lo ha trasformato in un pony forte e muscoloso, e così è stato in grado di salvare il villaggio deviando la lava a forza di scavare. Il racconto di Rarity parla di un unicorno di talento il cui nome è Mistmane. Qualche tempo dopo essere stata accettata in una scuola magica, riceve una lettera in cui c'era scritto che la sua migliore amica era stata eletta come imperatrice. In realtà, i pony erano sotto la sua dittatura e Mistmane l'ha sfidata in un duello. Fatto questo, Mistmane sacrifica la propria bellezza per aiutare la sua amica. La storia di Rainbow Dash invece è ispirata ai Wonderbolts, che ha come protagonista Flash Magnus. Un giorno mentre vola sopra le Terre dei Draghi, viene attaccato da quest'ultimi. Parecchi suoi compagni sono stati imprigionati. Alla fine vengono liberati proprio grazie a Flash Magnus. Nel bel mezzo di queste storie, le ragazze restano intrappolate nella grotta (a causa di una frana), ma per fortuna c'è un'altra uscita che conduce alla loro metà, le cascate meraviglia. Applejack si scusa con le Cutie Mark Crusaders per la brutta avventura, ma loro non vedono l'ora di divertirsi ancora.

### To Change a Changeling
- Titolo italiano (Cartoonito): Mutare un mutante
- Regia: Denny Lu & Mike Myhre
- Sceneggiatura: Joanna Lewis & Kristine Songco
- Storyboard: Megan Willis & Jen Davreux

Starlight Glimmer e Trixie si teletrasportano al Regno dei Mutanti per fare una sorpresa a Thorax e a tutti i mutanti, ma proprio in quel momento appare un mutante non riformato, minacciandole. Dopo averle catturate, le porta da Thorax, che però gli ordina di lasciarle andare. In realtà questo mutante non è altri che il fratello maggiore di Thorax, Pharynx. Thorax ha seguito il consiglio di Ember di essere più deciso e Pharynax è l'unico che si rifiuta di ascoltarlo e di cambiare, per cui tutti lo evitano. Avendo abbandonato le loro precedenti procedure di caccia e di pattugliamento, i mutanti hanno adottato delle nuove attività, tra cui il teatro, la danza, le arti, l'artigianato e il potluck occasionale. Purtroppo, Pharynx continua a non capire questi nuovi modi e Thorax teme se non riuscirà a convincere Pharynx ad accettare l'amore e l'amicizia, il suo essere leader verrà compromesso. Trixie e Starlight si offrono di parlare con Pharynx, ma senza molto successo. Purtroppo il resto dei mutanti vorrebbe bandire Pharynx dall'alveare, a meno che non muti il suo aspetto. Più tardi, Thorax racconta loro una storia sulla sua infanzia e quella di Pharynx. Dopo un po', Pharynx viene attaccato da un malworf. Per fortuna Thorax, Starlight e Trixie arrivano appena in tempo e subito dopo vengono raggiunti dagli altri mutanti. Insieme sconfiggono il mostro. Subito dopo, Pharynx e gli altri mutanti arrivano ad un punto di comunicazione, perché capiscono che Pharynx aveva ragione sul fatto che non dovevano dimenticare come difendersi, nonostante ora siano pacifici. Arrivati a questo punto di incontro Pharynx diventa più sereno e decide di condividere amore, trasformandosi, come è capitato agli altri.

### Daring Done?
- Titolo italiano (Cartoonito): La fine di Daring Do?
- Regia: Denny Lu & Mike Myhre
- Sceneggiatura: Joanna Lewis, Kristine Songco & Josh Haber
- Storyboard: Marta Demong & Desirae Salmark

Come Pinkie Pie acquista una copia del giornale, Rainbow Dash scopre per caso che l'autrice A. K. Yearling annuncia il suo ritiro. Rainbow Dash non può crederci e così lei e Pinkie Pie decidono di andare a casa sua per scoprire se le storie su Daring Do saranno chiuse per sempre. In realtà A. K. Yearling vuole andare in pensione perché ci sono molti articoli che disprezzano Daring Do. Più tardi, al villaggio di Somnambula, Rainbow Dash chiede ai cittadini informazioni su Daring Do, però tutti la disprezzano, definendola come "quella che distrugge tutto ciò che tocca". La mattina seguente, Rainbow, Pinkie, A. K. Yearling e gli abitanti del villaggio si riuniscono nella piazza del villaggio. Lì, uno stallone con un mantello continua a diffamare pubblicamente il nome di Daring Do. Rainbow Dash ribatte, sostenendo che le azioni di Daring Do sono eroiche. Mentre gli abitanti del villaggio maledicono il nome di Daring Do, A.K. Yearling si allontana con la sua reputazione in rovina. Rainbow Dash finalmente affronta lo stallone, che si rivela essere Caballeron. Con Rainbow Dash in pericolo, per Pinkie Pie e A. K. Yearling c'è solo una cosa da fare: scoprire dove sta e salvarla. Dopo che Rainbow viene tratta in salvo, Caballeron rivela che il suo piano ero quello di rimuoverla dall'immagine, in modo da poter svolgere le sue truffe senza ostacoli. Dopo che i suoi piani malvagi sono stati esposti e gli abitanti del villaggio gli hanno voltato le spalle, Caballeron scappa in sconfitta. Alla fine, gli abitanti del villaggio applaudono Daring Do, e lei ringrazia Rainbow Dash e Pinkie Pie per averla aiutata. Con quella lezione, A. K. Yearing decide di non ritirarsi dalla scrittura di libri.

### It Isn't the Mane Thing About You
- Titolo italiano (Cartoonito): Non è la cosa più importante
- Regia: Denny Lu & Mike Myhre
- Sceneggiatura: Joanna Lewis, Kristine Songco & Josh Haber
- Storyboard: Jae Harm & Kaylea Chard

Rarity sta ultimando i preparativi per l'imminente servizio fotografico di Photo Phinish sulle crinere più belle. All'Angolo Zuccherino, Rarity trova Pinkie Pie che festeggia l'anniversario dei primi starnuti dei gemelli Cake. Tutto d'un tratto, Rarity e i gemelli si ritrovano sommersi da una schiuma appiccicosa, difficile da rimuovere. Rarity e Pinkie vanno alla capanna di Zecora per farsi aiutare e si fanno dare uno shampoo speciale per lei e un prodotto magico per pavimenti per Pinkie. Per errore, Rarity fa cadere le due bottiglie e quando va via, prende la bottiglia sbagliata. All'Angolo Zuccherino, Pinkie Pie utilizza la pozione di Zecora per pulire il disastro che lei stessa ha combinato, ma molto presto si accorgerà che ha preso lo shampoo. Nel frattempo alla Carousel Boutique, Rarity, mentre fa la doccia, utilizza il prodotto per pavimenti (credendo che fosse lo shampoo) e la sua criniera viene rovinata. Disperata, torna alla capanna di Zecora e quando lei vede la sua criniera, capisce immediatamente che Rarity ha confuso le due bottiglie. Dice a Rarity che trovare una magia che funzioni non è semplice e che richiederà tempo. Perciò le dice di andare a finire le sue mansioni mentre lei troverà un antidoto, ma Rarity è costretta a rimandare tutto, incluso il servizio fotografico, non potendo mostrarsi in pubblico. Disperata, chiede a Twilight Sparkle e Starlight Glimmer di usare la magia per trovare una soluzione, tentativo che si rivela inutile. Anche le altre cercano di aiutarla, ma senza molto successo. Grazie però al loro supporto, Rarity comprende che solo lei stessa può rimediare e, dopo aver ripreso fiducia in sé stessa, crea una nuova acconciatura in stile punk. Finalmente può così uscire sfoggiando la sua nuova chioma e dando una mano ad alcuni pony. Alcuni mesi dopo, la criniera di Rarity torna al suo stato originale e scopre che il suo nuovo look è stato pubblicato sul giornale delle criniere più belle (Photo Phinish l'aveva fotografata di nascosto) ottenendo un gran successo, anche a Ponyville.

### A Health of Information
- Titolo italiano (Cartoonito): Una palude di informazioni
- Regia: Denny Lu & Mike Myhre
- Sceneggiatura: Joanna Lewis, Kristine Songco & Josh Haber
- Storyboard: Thalia Tomlinson & Cory Toomey

Mentre aiuta Fluttershy nei suoi rifornimenti, Zecora scivola e cade nell'acqua della palude, e quando esce dall'acqua si ritrova improvvisamente ricoperta da macchie arancioni. Dopo un esame, il medico ha diagnosticato a Zecora la "febbre della palude". Prima che Zecora diventi un albero (fase finale della malattia), Fluttershy fa di tutto per trovare una cura. Più tardi, Fluttershy si reca da Twilight per cercare aiuto nel trovare un famosissimo guaritore, ma non riescono a trovare nulla. La mattina successiva, Fluttershy è eccitata nell'aver scoperto dove vive il guaritore, e lei e Twilight vanno a casa sua, mentre le condizioni di Zecora peggiorano sempre più. Grazie ad una vecchia legenda, scoprono che la cura è molto semplice: basta un po' di miele. Fluttershy decide di cercare del miele per Zecora, ma si ammala anche lei. All'alveare, Fluttershy cerca di farsi dare del miele, ma le api la aggrediscono. Dato che la sua salute peggiora sempre più, cade al suolo, svenuta. Quando si risveglia (dopo tre giorni), Twilight e Cattail le dicono che la condizione di Zecora si è aggravata fino al punto in cui le foglie hanno cominciato a crescere sul suo corpo. Fluttershy, spaventata, decide di fare un altro tentativo (travestendosi lei stessa da ape), ma stavolta è riuscita a farsi dare il miele. Dopo essersi curata e riposata, Fluttershy torna da Zecora con la cura, ma subito dopo compare il dottore di Ponyville con la stessa malattia e chiede se Fluttershy ha trovato la cura. 

### Marks and Recreation
- Titolo italiano (Cartoonito): I Cutie Mark non sono per tutti
- Regia: Denny Lu & Mike Myhre
- Sceneggiatura: Joanna Lewis, Kristine Songco & Josh Haber
- Storyboard: Karine Charlebois & Dave Wiebe

Le Cutie Mark Crusaders decidono di aprire un "Cutie Mark Day Camp", un campeggio per aiutare i "fianchi bianchi" ad ottenere il cutie mark. Tutti i piccoli pony sono entusiasti di parteciparvi, tranne uno: Rumble. Lui non è altro che il fratellino di Thunderlane (uno dei Wonderbolts). Qualche tempo dopo, le Crusaders aprono il loro campo ed è una grossa sorpresa per tutti quando appare un Wonderbolt (il fratello di Rumble). Durante le varie attività, Rumble mostra poco interesse, fino a quando non confessa che non vuole il cutie mark, perché è convinto che il cutie mark costringe i pony a fare una sola cosa per tutta la vita. Riesce ben presto a convincere gli altri pony, delineando la zona di confine tra i puledri col cutie mark e i "fianchi bianchi". Le Cutie Mark Crusaders rimangono da sole, e deluse da tutto ciò, pensano ad una soluzione. Siccome quei puledri sono fans di Thunderlane, gli dicono di tornare in campeggio. Col ritorno di Thunderlane, i piccoli pony decidono così, uno ad uno, di varcare la linea di confine e di fare tutte le cose divertenti proposte dalle Cutie Mark Crusaders. Alla fine (rimanendo solo), Rumble riesce a convincersi e si unisce a tutti gli altri.

### Once Upon a Zeppelin
- Titolo italiano (Cartoonito): La crociera della principessa
- Regia: Denny Lu & Mike Myhre
- Sceneggiatura: Joanna Lewis, Kristine Songco & Josh Haber
- Storyboard: Roxana Beiklik & Aynsley King

Twilight va a fare una crociera aerea, vinta dalla sua famiglia. Mentre si stanno godendo la crociera, il conduttore annuncia a tutti i passeggeri delle cose molto private sulla principessa dell'amicizia. Essendo imbarazzati, vanno a cercare il conduttore, che si rivela essere Iron Will. In realtà parecchi pony hanno pagato per il solo privilegio di trascorrere del tempo con Twilight e alcuni si sono addirittura travestiti. Princess Twilight ha indetto un concorso tra i partecipanti e il premio consiste nel passare un'intera giornata come membro onorario della famiglia. Il concorso viene vinto da Star Traker. Dopo di che, i vari pony cominciano a fare varie attività (come il bingo o la corsa con le barche), mentre Shining Armor accusa dei malesseri dovuti alla crociera stessa. Purtroppo però, gli impegni da principessa, portano via tantissimo tempo a Twilight e non rendendosi conto dell'orario, ha perso lo spettacolo stellare. Indignata da tutto ciò, Twilight ha una crisi di nervi e pesta uno zoccolo a Star Traker. Poi corre via. Una volta raggiunta da Cadance, Twilight riacquista un po' di entusiasmo e va a chiedere scusa a tutti i pony che sono rimasti in qualche modo feriti dal suo atteggiamento, per poi continuare la crociera, mentre Iron Will si lancia giù dalla nave.

### Secrets and Pies
- Titolo italiano (Cartoonito): Torte e segreti
- Regia: Denny Lu & Mike Myhre
- Sceneggiatura: Josh Haber
- Storyboard: Jen Dacreux & Megan Willis

Pinkie Pie ha realizzato una torta speciale per festeggiare la sessantatreesima sessione di allenamento di Rainbow Dash. Quest'ultima ringrazia l'amica per la splendida torta. Più tardi Pinkie Pie vede la torta che lei stessa ha preparato, buttata nel cestino. Nello stesso giorno, Pinkie Pie comincia a pensare e arriva alla conclusione che Rainbow Dash odia segretamente le sue torte, perché stranamente tutte le volte che lei le ha offerto una torta, Rainbow Dash l'ha fatta guardare altrove, mentre queste scomparivano misteriosamente. Il giorno successivo, Pinkie Pie fa altre torte a Rainbow Dash, per le varie attività da lei seguite. Purtroppo, Rainbow supera Pinkie ad ogni turno e riesce a sbarazzarsi delle torte senza doverle mangiare. Al Castello dell'Amicizia, Rainbow Dash ammette di odiare le torte e si sente in colpa per averle mentito in tutto questo tempo. Qualche tempo dopo, Rainbow si scusa con Pinkie. Lei capisce la situazione e le due si riconciliano con un abbraccio, e con la consapevolezza che Rainbow dovrà essere onesta in futuro.

### Uncommon Bond
- Titolo italiano (Cartoonito): Qualcosa in comune
- Regia: Denny Lu & Mike Myhre
- Sceneggiatura: Josh Haber
- Storyboard: Marta Demong & Kat Dela Cruz

Con l'arrivo a Ponyville del suo vecchio amico Sunburst, Starlight scopre poco a poco che lui ha moltissime cose in comune con le sue amiche. Mentre mostra interesse (con grossa sorpresa di Starlight) al negozio di antiquariato, incontra Twilight e i due legano proprio grazie a questa passione in comune. Il giorno successivo, Starlight è ansiosa di trascorrere del tempo da sola con Sunburst. I due vanno al Sweet Apple Acres, dove però incontrano Trixie. Anche in questo caso i due legano molto, mostrando degli interessi in comune. Più tardi, incontrano Maud Pie e Sunburst in quell'occasione rivela di avere degli interessi per la geologia. Starlight si sente tagliata fuori e se ne va. Subito dopo, lei si confida con Twilight, che la rassicura ricordandole che loro hanno pur sempre in comune l'interesse per la magia. In quel momento a Starlight viene un'idea: con un incantesimo ricrea la loro casa di quand'erano piccoli e in più trasforma sé stessa e il suo amico in puledri. In quel caso loro avrebbero dovuto giocare al loro gioco preferito da bambini: Dragon Pit. Sunburst le dice con rabbia che non vuole giocare e questo spinge Starlight ad annullare l'incantesimo e lasciare la stanza in lacrime. Alla fine, grazie a qualche dritta di Twilight, i due fanno pace, giocando anche a una versione reale di Dragon Pit. Pochi giorni dopo, Starlight, Twilight, Trixie e Maud accompagnano Sunburst alla stazione per prendere il treno.

### Shadow Play - Part 1
- Titolo italiano (Cartoonito): Il mistero dei pilastri di Equestria: Prima parte
- Regia: Denny Lu & Mike Myhre
- Sceneggiatura: Josh Haber

- Storyboard: Kaylea Chard & Jae Harm                                                                          .

Sunburst legge l'ultima nota di Starswirl il Barbuto e, Princess Celestia e Princess Luna sono sorprese di sapere cosa sia diventato il loro vecchio insegnante dopo che è scomparso. Invece Twilight e le sue amiche sono sorprese nello scoprire che i loro idoli esistono veramente. Dopo tre giorni di ricerca, Twilight e le altre non ancora riescono a decifrare del tutto gli scritti di Starswirl, ma per fortuna Starlight Glimmer è stata in grado di rendere leggibile la rivista. Così sono venuti a sapere che i loro idoli sono stati intrappolati in un limbo dal Pony delle Ombre per ben mille anni. I pony vanno al tempio antico di Ponehenge e quando Twilight colloca la rivista di Starswilr il Barbuto su una delle rocce, attiva una vecchia registrazione olografica di Starswirl, Rockhoof, Mistman, Flash Magnus, Somnambula e Mage Meadowbrook. Adesso che è chiaro cosa sia veramente successo, c'è solo una cosa da fare per le Mane 6: salvare i loro idoli. Per essere salvati, ogni Mane deve ritrovare un oggetto molto prezioso e personale del proprio idolo e così ognuna di loro si è messa alla ricerca dell'oggetto. Trovati tutti gli oggetti, Twilight, Starlight e Sunburst, lanciano un incantesimo e i sei pony vengono liberati dal limbo, ma tutto d'un tratto appare il Pony delle Ombre.

### Shadow Play - Part 2
- Titolo italiano (Cartoonito): Il mistero dei pilastri di Equestria: Seconda parte
- Regia: Denny Lu & Mike Myhre
- Sceneggiatura: Josh Haber
- Storyboard: Cory Toomey & Thalia Tomlinson

Il Pony delle Ombre distrugge le colonne magiche di Ponehenge e il giornale di Starswirl il Barbuto, in modo tale che i pony non possano imprigionarlo nel limbo. Mentre le Mane 6 cercano di capire dove potrebbe essersi nascosto, capiscono che per spedirlo nel limbo dovrebbero ricorrere agli elementi dell'armonia, che però erano stati ceduti all'albero. Nel frattempo le Mane 6 vengono convocate dalla cutie mappa in una regione abbandonata di Equestria, chiamata Hollow Shades. Più tardi, nell'Everfree Forest, Starswirl ripristina gli elementi dell'armonia. Dopo di che, i sei pony della vecchia Equestria, Starlight, Sunburst e le Mane 6 con addosso gli elementi, riescono a sconfiggere il Pony delle Ombre, eliminando tutta la negatività e ripristinando l'unicorno che era all'inizio (diventato cattivo per una grave incomprensione con i suoi amici).